# Емират Сицилија
Емират Сицилија је била муслиманска држава на Сицилији која је постојала у периоду од 831. до 1072. године.

## Историја
Сицилију су муслимани преотели Византији током Византијско-арапских ратова. Након првог искрцавања и неуспешне опсаде Сиракузе, Аглабиди се повлаче на југоисток полуострва. Полако су почели да освајају западне и централне делове острва. У августу 877. године, муслимански командант Џафер ибн Мухамед ел Тамини повео је велику војску у понован напад на Сиракузу. Оставши без подршке византијског цара Василија I, град је освојен 20/21. маја 878. Након освајања Сиракузе, Византија је држала само неколико места на острву. Коначно освајање Сицилије муслимани су извршили победом код Таормина 902. године. Аглабиде су почетком 10. века свргли шиитски Фатимиди који у Египту оснивају Калифат. Током владавине Мухамед ел Каим би-Амрилаха, фатимидска власт проширена је на Сицилију. Исмаил ел Мансур, Мухамедов наследник, угушио је устанак на Сицилији након чега је основао династију Калбида која ће Сицилијом владати до 1053. године. Средином 11. века емират слаби. Папа Никола II предао је 1056. године норманском војсковођи Роберту Гвискарду титулу војводе Сицилије како би га подстакао на освајање острва. Рат са Норманима трајао је до 1091. године када је пало и последње муслиманско упориште на Сицилији.